# 藤田栄介

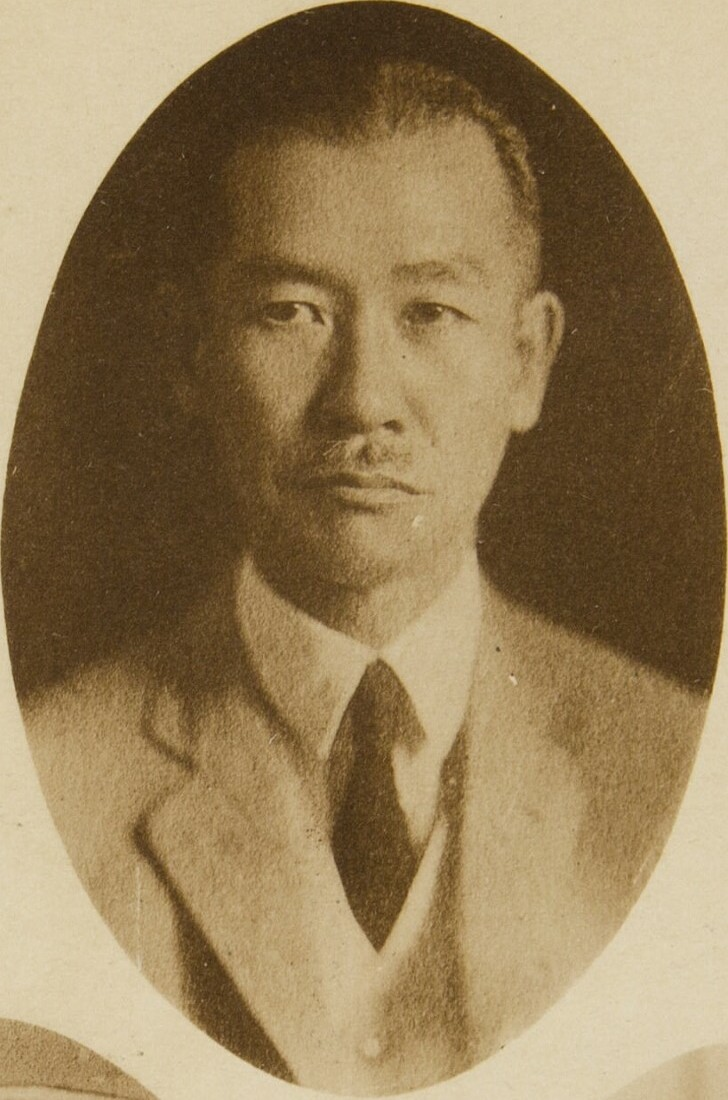
藤田栄介

藤田 栄介（ふじた えいすけ、1881年〈明治14年〉4月 – 1940年〈昭和15年〉3月10日）は、日本の外交官。駐ルーマニア公使。

## 経歴
鹿児島県出身。中学造士館を経て、1904年7月第七高等学校造士館 (旧制)卒業（第一部法科志望、第1回卒業生）。1908年（明治41年）に東京帝国大学法科大学独法科を卒業し、外交官及領事官試験に合格した。1910年（明治43年）より領事官補として安東、牛荘に勤務した。その後、三等書記官、二等書記官、台湾総督府事務官、総領事・台湾総督府事務官、外務書記官・情報部第一課長を歴任した。1925年（大正14年）より済南総領事、青島総領事を務めた。
1930年（昭和5年）、駐ルーマニア公使に任命され、駐ユーゴスラビア公使も兼任した。